# Eugen Braun (Politiker)
Eugen Braun (* 15. März 1903 in Zeiskam; † 15. Dezember 1975 in Schussenried) war ein deutscher Landwirt und Politiker.

## Leben
Eugen Braun studierte Landwirtschaft in Hohenheim. 1929 wurde er zum Dr. agr. promoviert. Ab 1931 war er Guts- und Mühlenbesitzer in Appendorf bei Schweinhausen im Oberamt Waldsee.

### Politik
Braun war Mitglied der Zentrumspartei, ab 1946 Mitglied der CDU. 1933 wurde er über die Landesliste in den Württembergischen Landtag gewählt, dem er bis November 1933 angehörte. Am 14. Juli 1958 rückte er für den in den Deutschen Bundestag nachgerückten Eugen Maucher in den Landtag von Baden-Württemberg nach. Er gehörte dem Gremium bis 1960 an.